# Seregélyes megállóhely
Seregélyes megállóhely egy Fejér vármegyei vasúti megállóhely Seregélyes nagyközségben, a MÁV üzemeltetésében.
A település belterületének északkeleti szélén helyezkedik el, közúti megközelítését a 6213-as útból kiágazó névtelen bekötőút (62 313-as számú mellékút) biztosítja.
2022. április 3-tól Seregélyes megállóhelyen a járatok feltételesen állnak meg.

## Vasútvonalak
A megállóhelyet az alábbi vasútvonalak érintik:
- Székesfehérvár–Pusztaszabolcs-vasútvonal

## Kapcsolódó állomások
A megállóhelyhez az alábbi állomások vannak a legközelebb:
- Börgönd vasútállomás (Székesfehérvár–Pusztaszabolcs-vasútvonal)
- Seregélyes-Szőlőhegy megállóhely (Székesfehérvár–Pusztaszabolcs-vasútvonal)

## Forgalom
| Járat | Útvonal                                                                                     | Gyakoriság   |
| ----- | ------------------------------------------------------------------------------------------- | ------------ |
| S440  | Pusztaszabolcs – Zichyújfalu – Seregélyes-Szőlőhegy – Seregélyes – Börgönd – Székesfehérvár | 1-2 óránként |